# Feliks Niemojowski
Feliks Niemojowski herbu Wieruszowa – cześnik wieluński w latach 1769–1791, łowczy ostrzeszowski w 1769 roku.
Członek konfederacji Adama Ponińskiego w 1773 roku. Był posłem ziemi wieluńskiej na Sejm Rozbiorowy 1773–1775.